# Mladeč
Mladeč (hanácky Mlač, rod mužský) je obec v Olomouckém kraji, 4 km západně od Litovle a 20 km severozápadně od Olomouce, na hranici CHKO Litovelské Pomoraví. Žije zde 718 obyvatel.

## Historie
Archeologická pátrání dokládají život člověka kromaňonského ve zdejších jeskyních v době před 40 000 lety.
Slovanské hradiště na ostrohu kopce Třesín nad jeskyněmi bylo zkoumáno již v první polovině 20. století, archeologická zpráva z roku 1928 zmiňuje nález 12 koster dospělých lidí a tři dětské lebky.
První písemná zmínka o obci pochází z roku 1350, kdy se v listinách objevuje Markéta z Mladče. Tou dobou byla Mladeč spravována z Mohelnice. Roku 1371 se dostává pod úsovské panství, nadále je však pronajímána manům, kteří si údajně na místě původního hradiště postavili malou tvrz. V roce 1407 je na místním náhonu zmiňován mlýn. Roku 1690 je v lesích postaven lovecký zámeček, kolem kterého vyrostla osada Nové Zámky.
V roce 1877 byla ve vsi otevřena škola.

## Obyvatelstvo

### Struktura
Vývoj počtu obyvatel za celou obec i za jeho jednotlivé části uvádí tabulka níže, ve které se zobrazuje i příslušnost jednotlivých částí k obci či následné odtržení.
| Místní části   | Místní části | 1869 | 1880 | 1890 | 1900 | 1910 | 1921 | 1930 | 1950 | 1961 | 1970 | 1980 | 1991 | 2001 | 2011 |
| -------------- | ------------ | ---- | ---- | ---- | ---- | ---- | ---- | ---- | ---- | ---- | ---- | ---- | ---- | ---- | ---- |
| Počet obyvatel | část Mladeč  | 823  | 878  | 936  | 875  | 898  | 960  | 865  | 822  | 841  | 1040 | 998  | 859  | 784  | 734  |
| Počet domů     | část Mladeč  | 118  | 131  | 137  | 140  | 149  | 156  | 170  | 202  | 203  | 207  | 202  | 217  | 221  | 230  |

## Hospodářství
V dřívějších dobách se lidé živili zemědělstvím a ve zdejších lesích se příležitostně pálilo vápno. Dnes tu sídlí Vápenka Vitoul.

## Pamětihodnosti
Na úpatí vápencového vrchu Třesína se nacházejí Mladečské jeskyně s nálezy člověka z doby před 31 000 lety (určeno pomocí hmotnostní spektrometrie). Vápencové jeskyně byly objeveny v roce 1826 při lámání kamene na stavbu silnice. Roku 1881 byly nalezeny archeologické nálezy dokládající starobylé osídlení.
Severně od Mladče se nachází zámek Nové Zámky, doplněný krajinným parkem s řadou drobných romantických staveb.
V samotné obci lze nalézt kapličku svatého Eustacha z roku 1932, kapli svatého Floriána a svaté Barbory vysvěcenou v roce 2003 či pomník svobody na návsi.
Lužní lesy podél řeky Moravy a její zachovalá boční ramena pokrývá několik chráněných území:
- Národní přírodní rezervace Vrapač
- Přírodní rezervace Hejtmanka
- Přírodní památka Malá Voda
- Přírodní památka Pod Templem

V katastru obce jsou prohlášeny čtyři památné stromy:
- Mladečská lípa
- Novozámecký dub
- Novozámecký topol
- Skladečský dub

V obci též stojí lípa svobody vysazená roku 1918.

## Části obce
- Mladeč
- Nové Zámky
- Sobáčov

V letech 1961–1990 k obci patřil i Měrotín.

## Fotogalerie

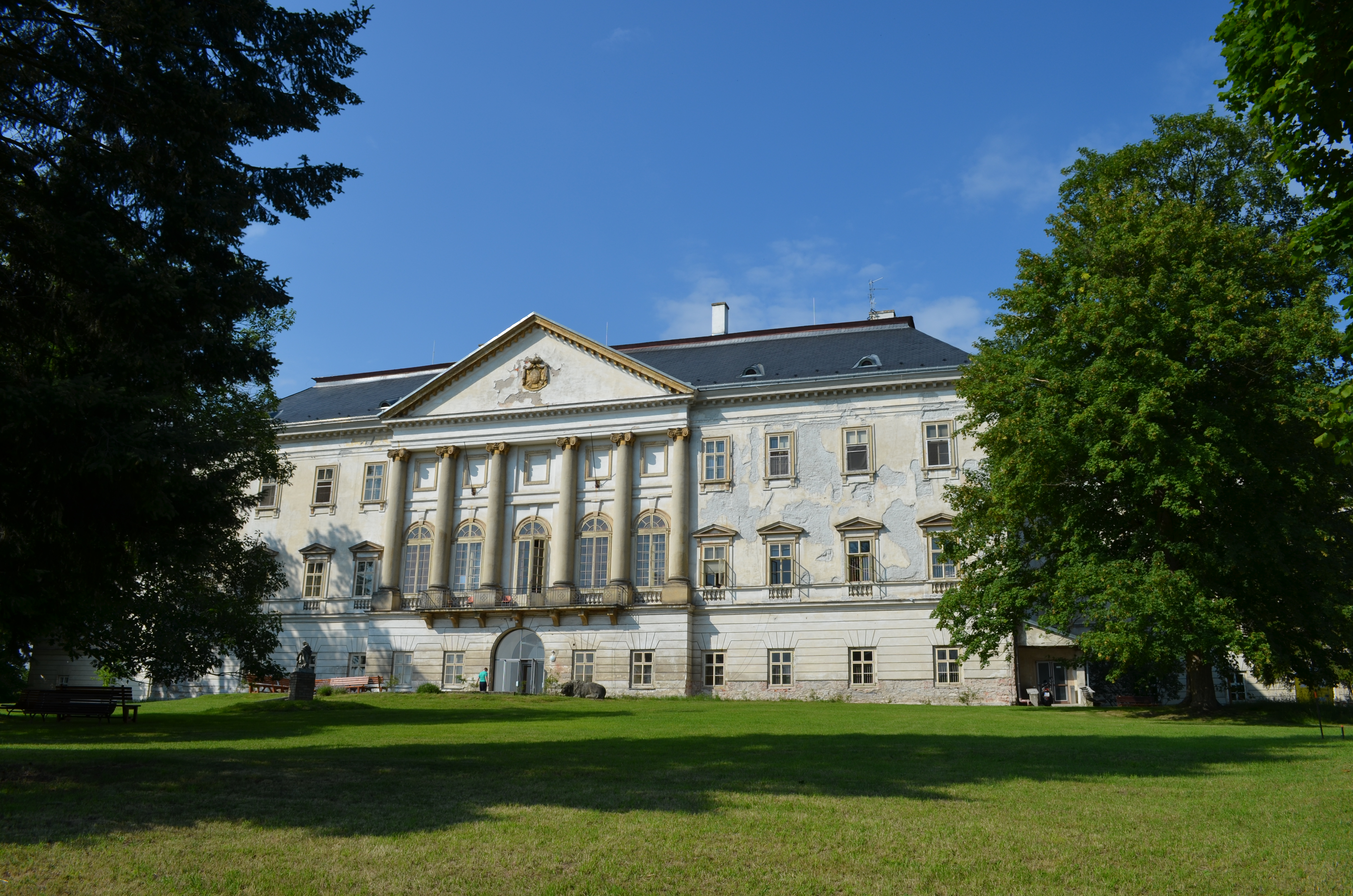
Nové zámky
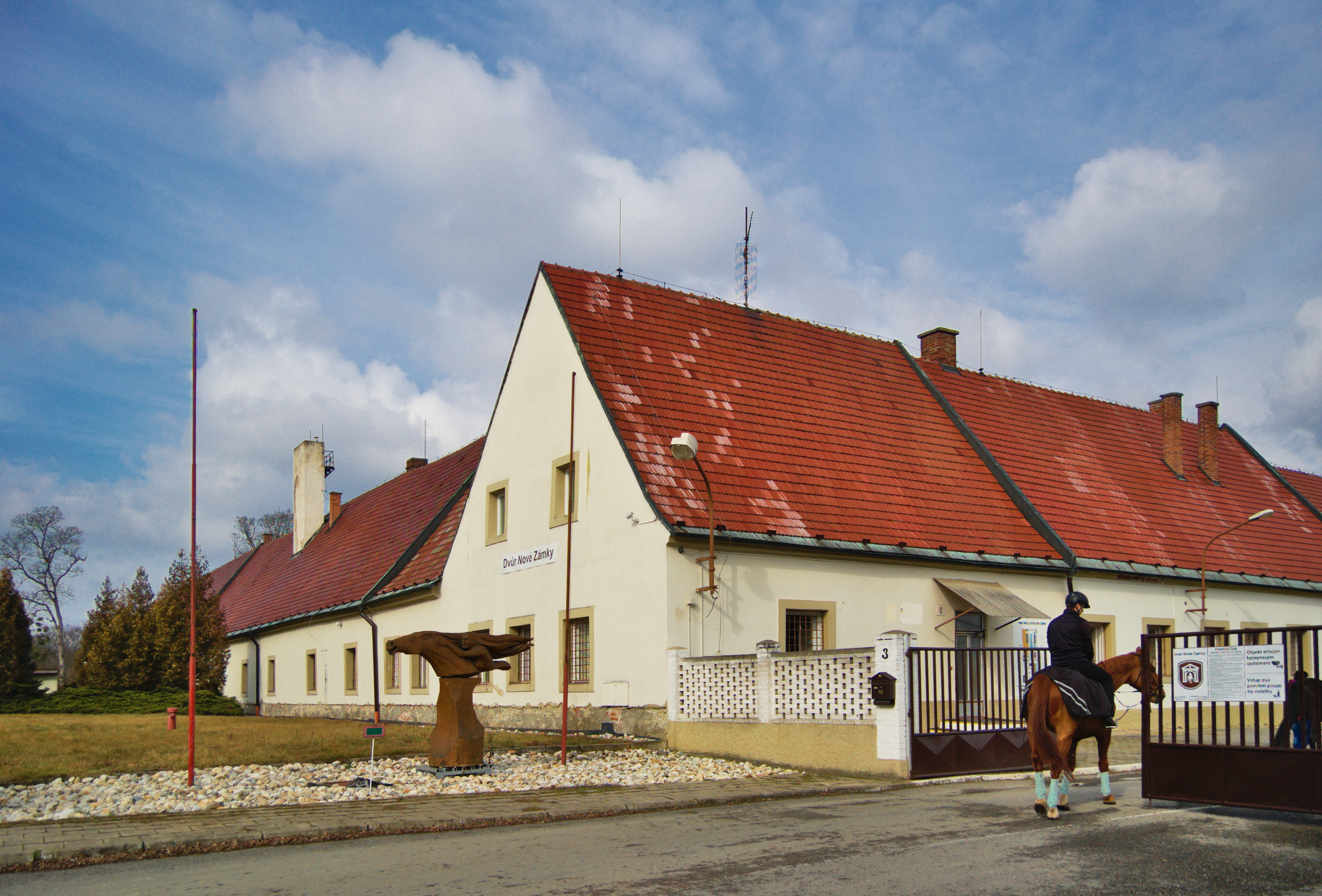
Dvůr Nové zámky
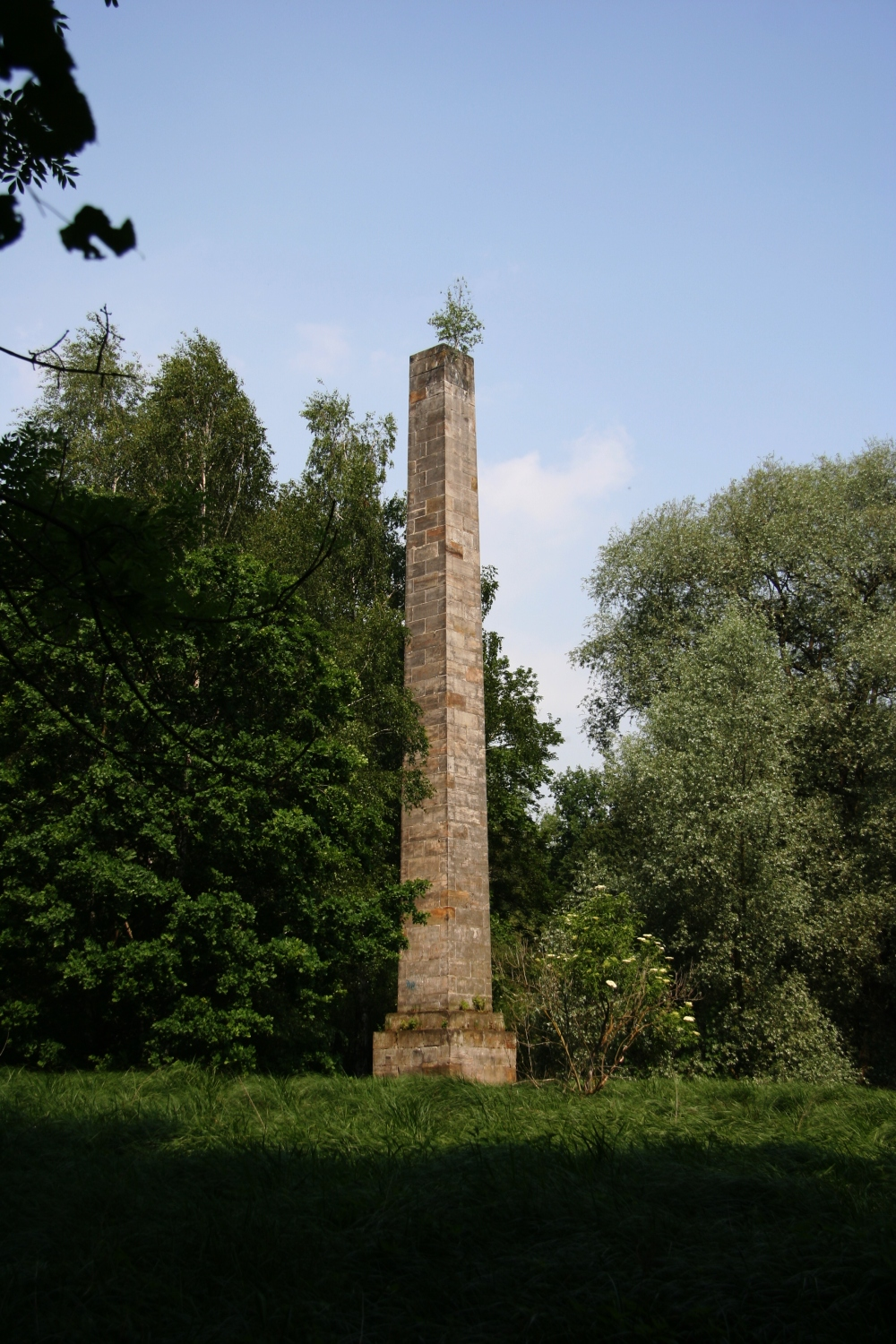
Obelisk - Komín
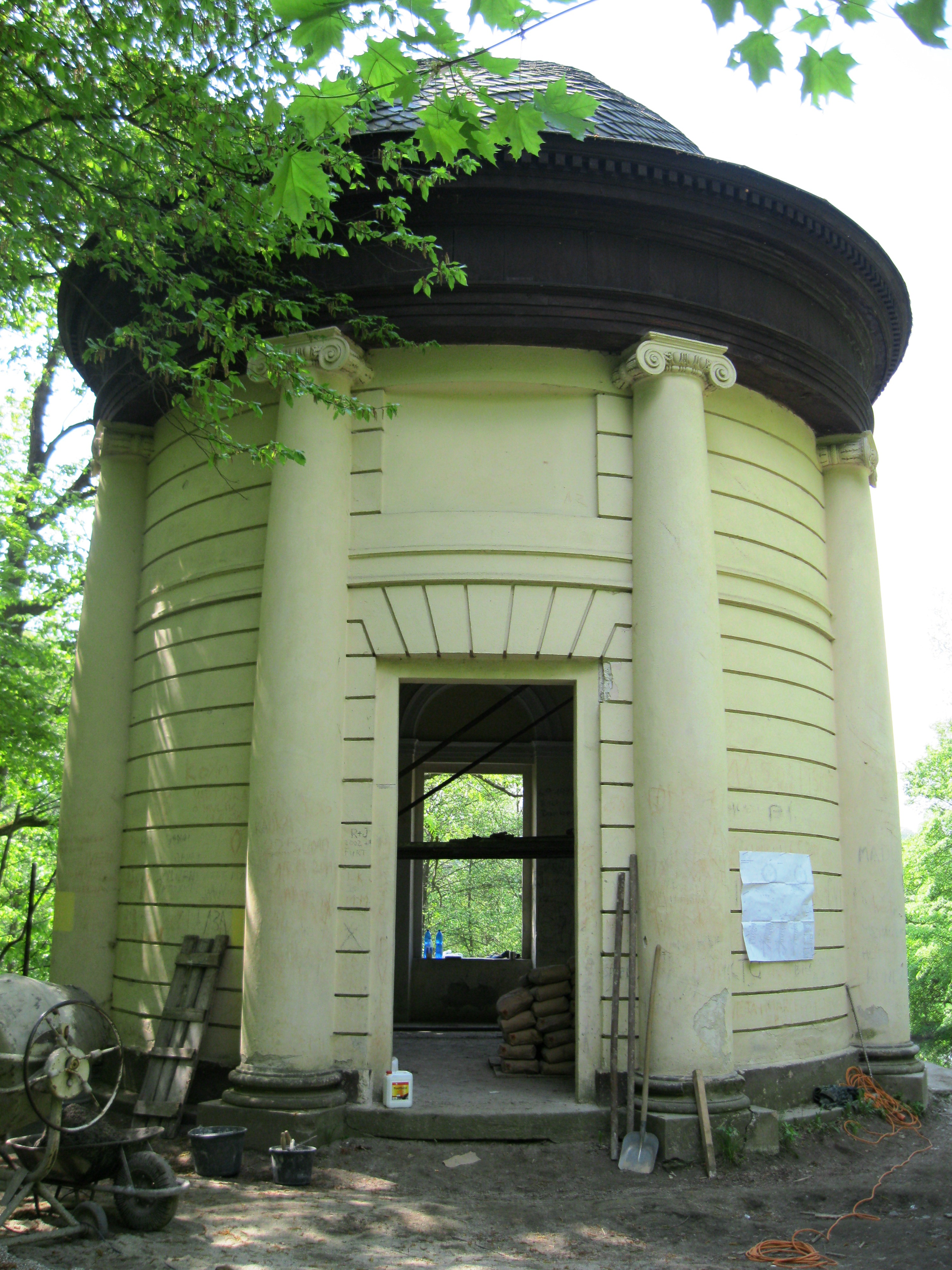
Altán Chrámek přátelství
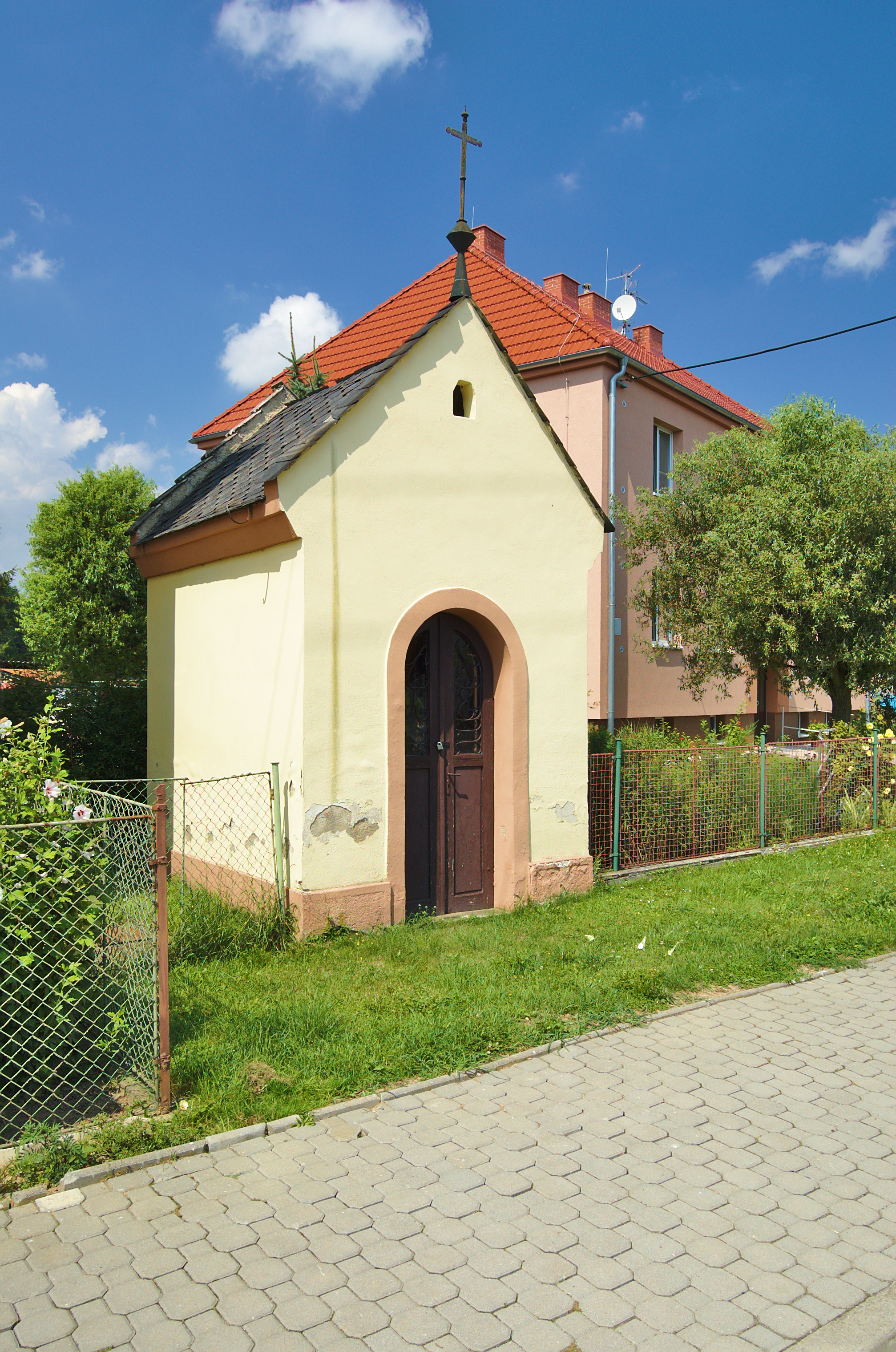
Kaplička u silnice na Nové Zámky
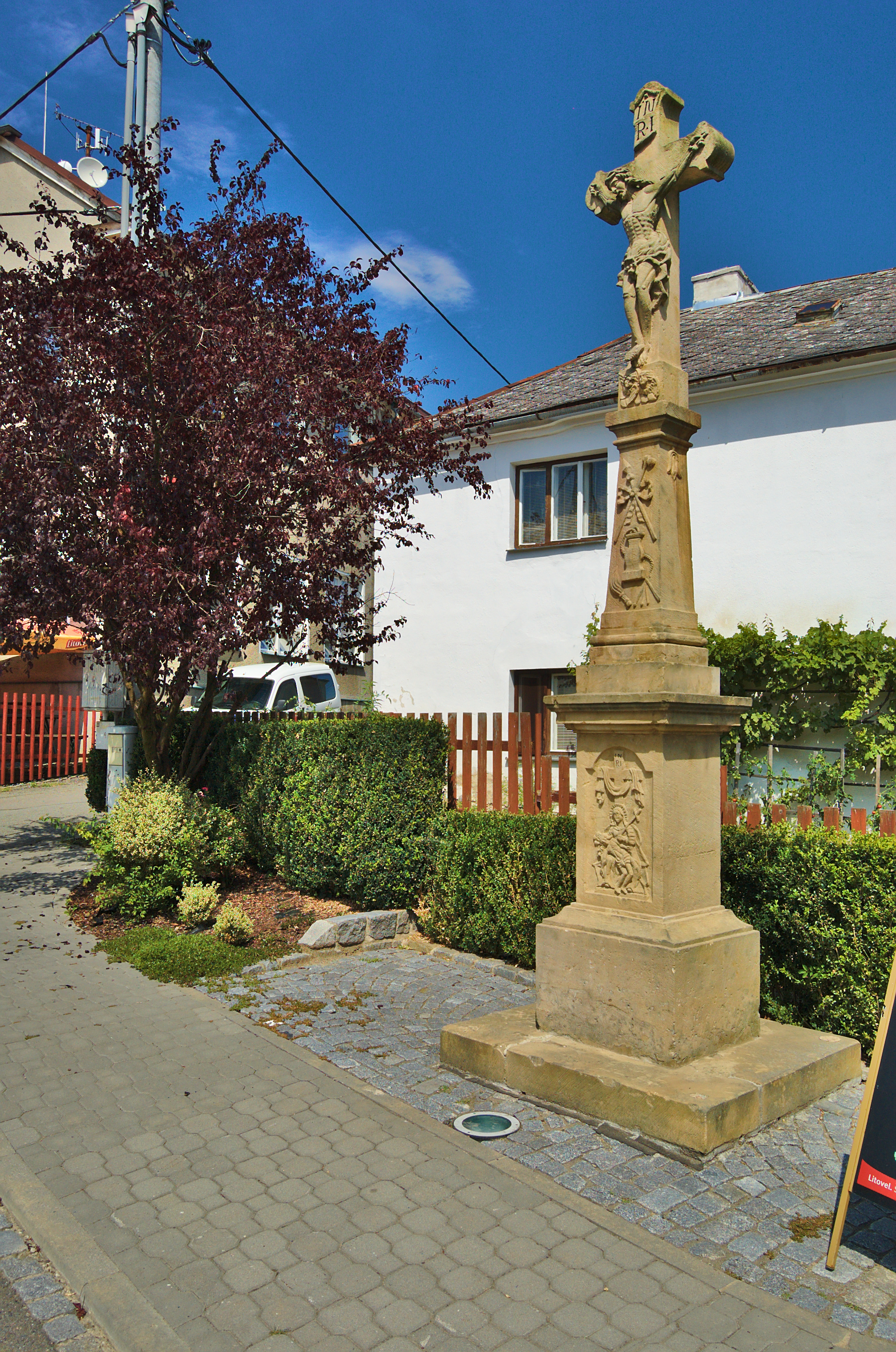
Kříž na návsi
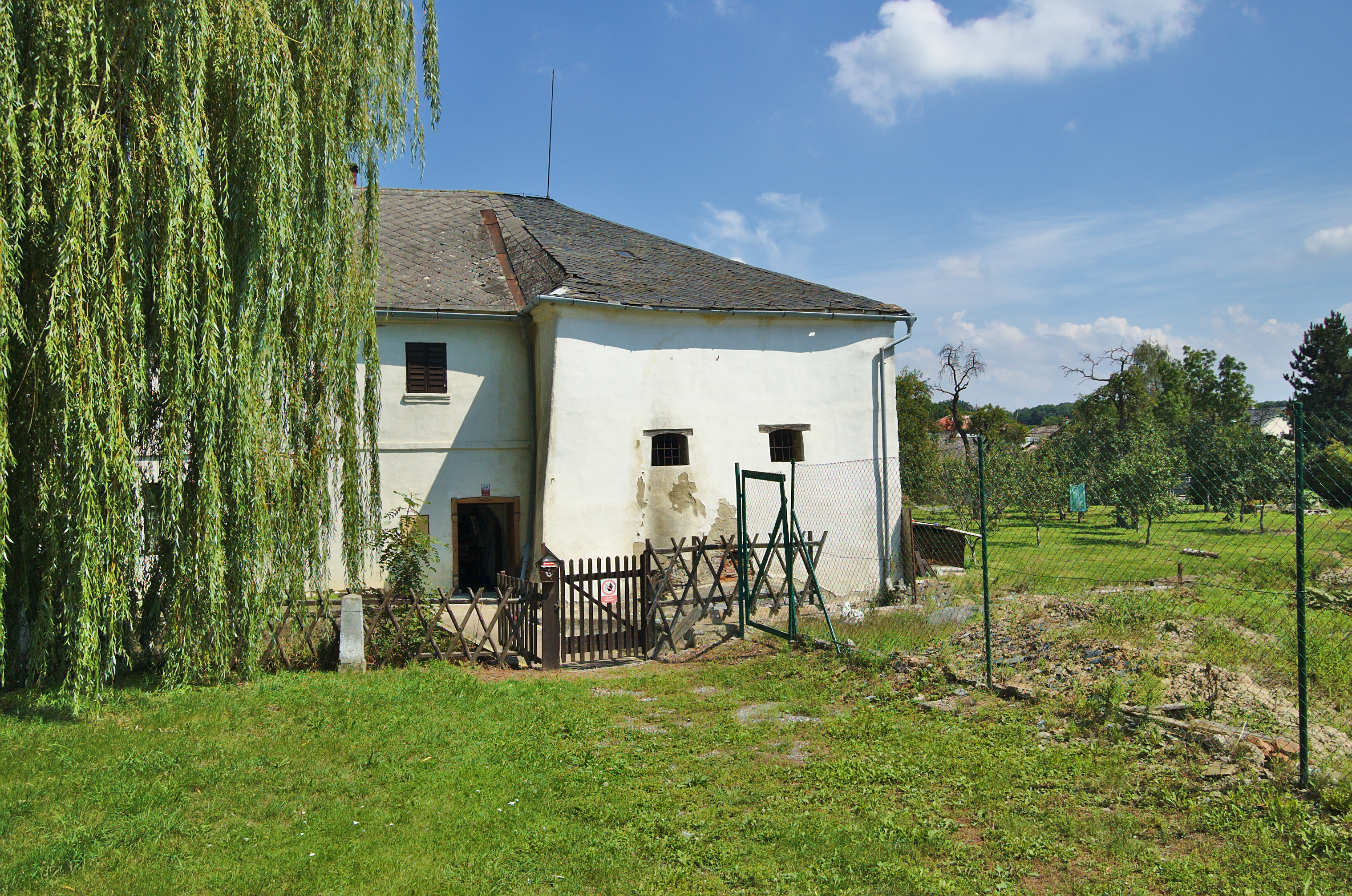
Mlýn
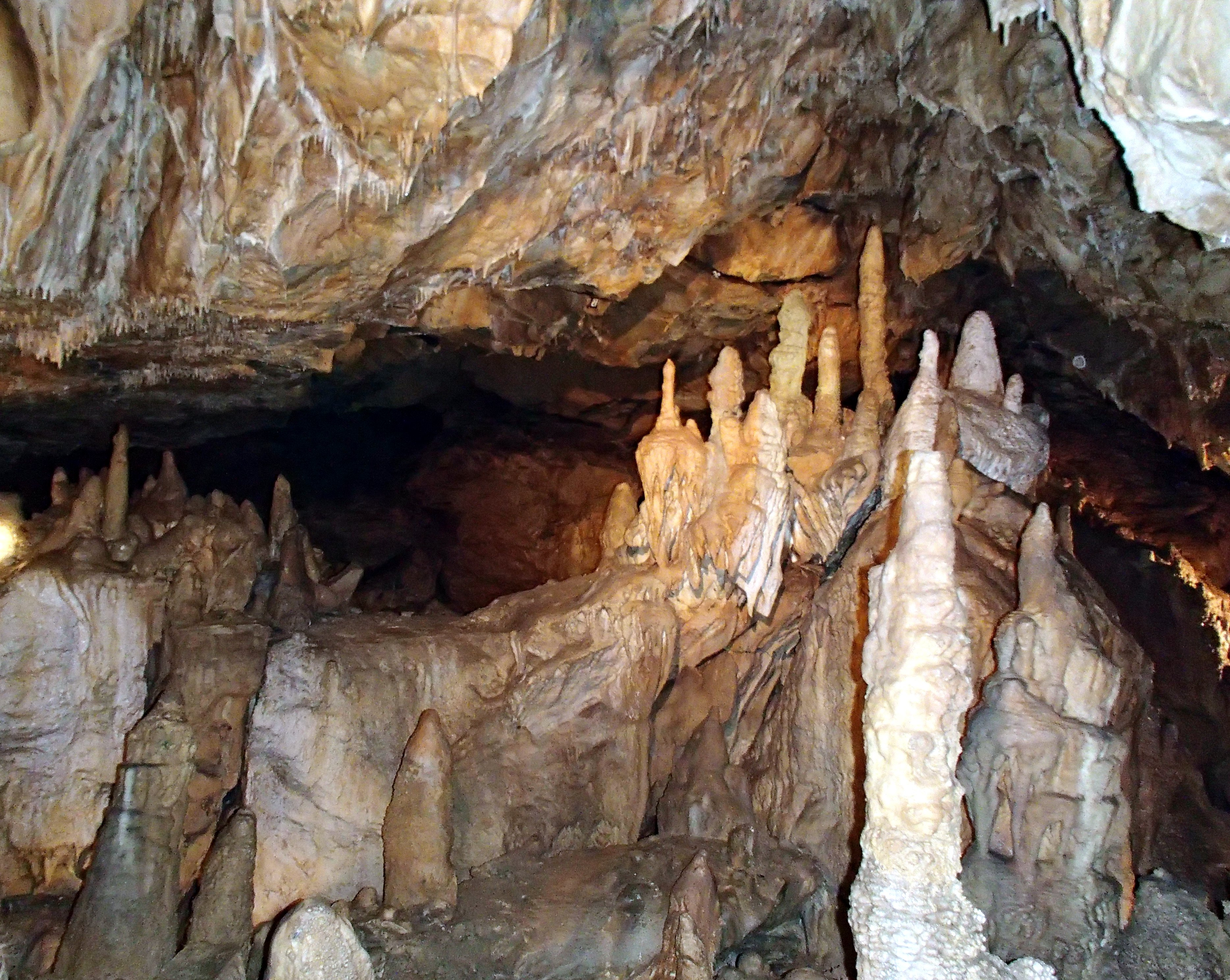
Jeskyně
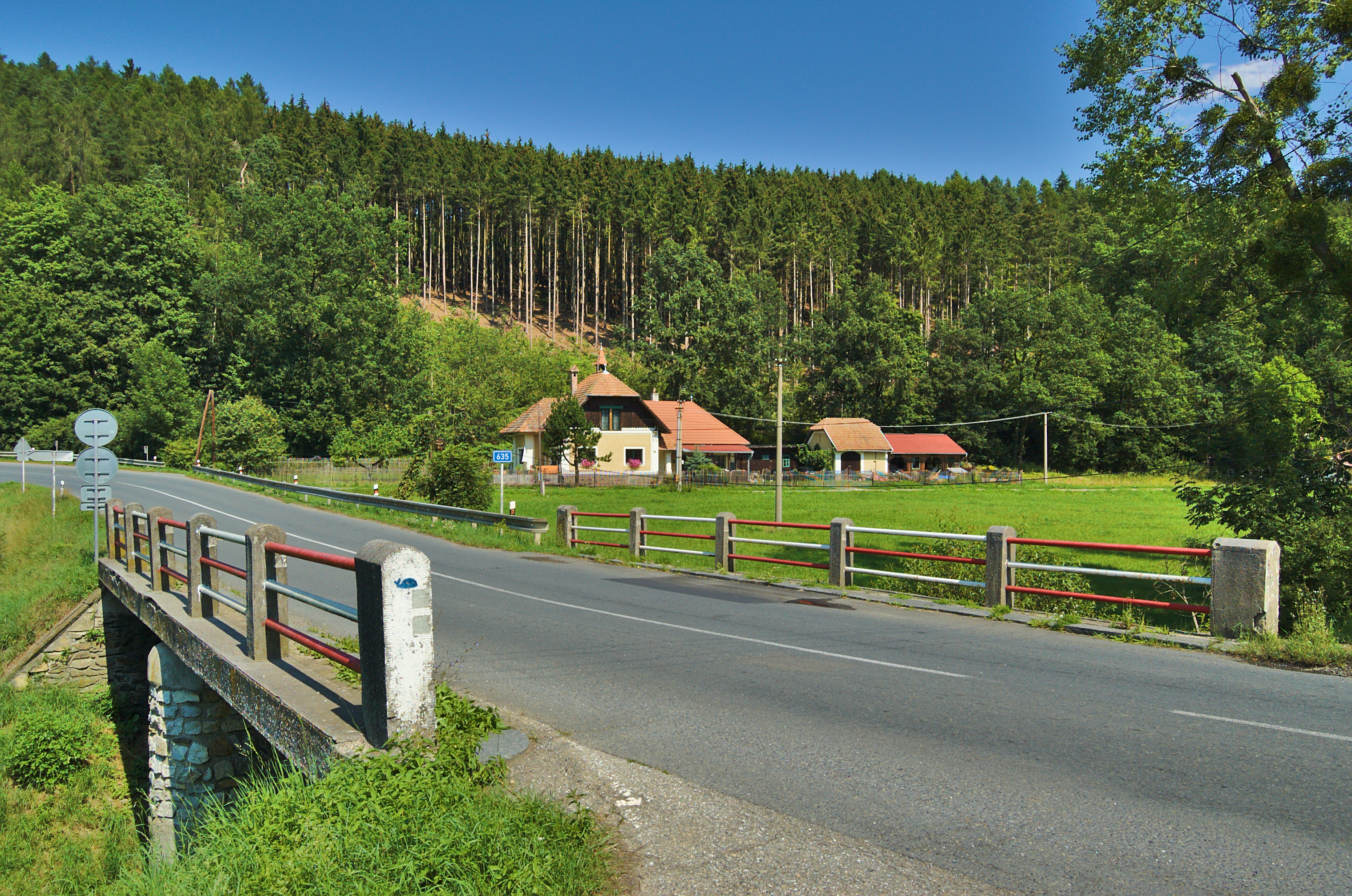
Kopec, přírodní památka a národní přírodní památka Třesín
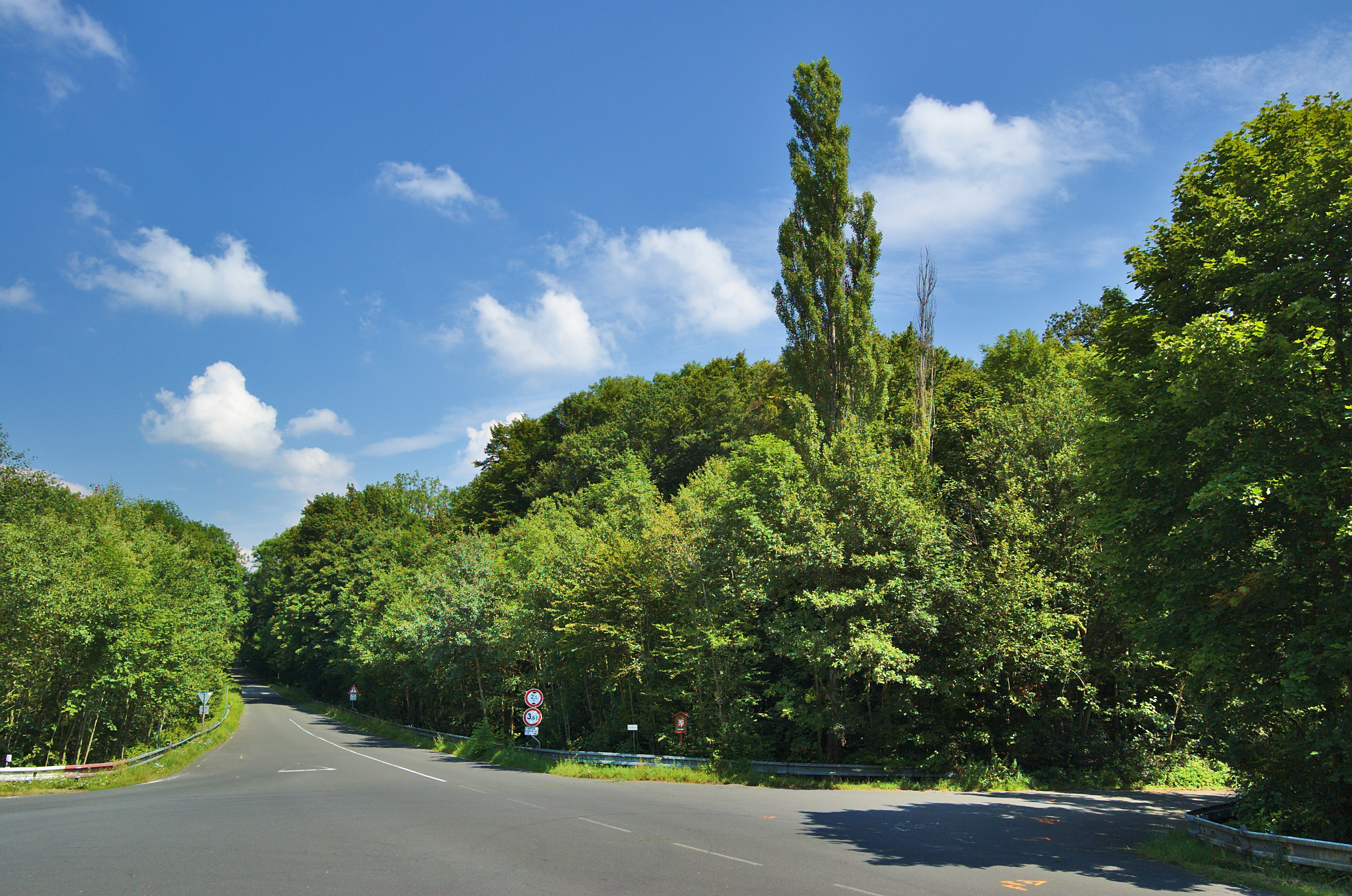
Hejtmanka
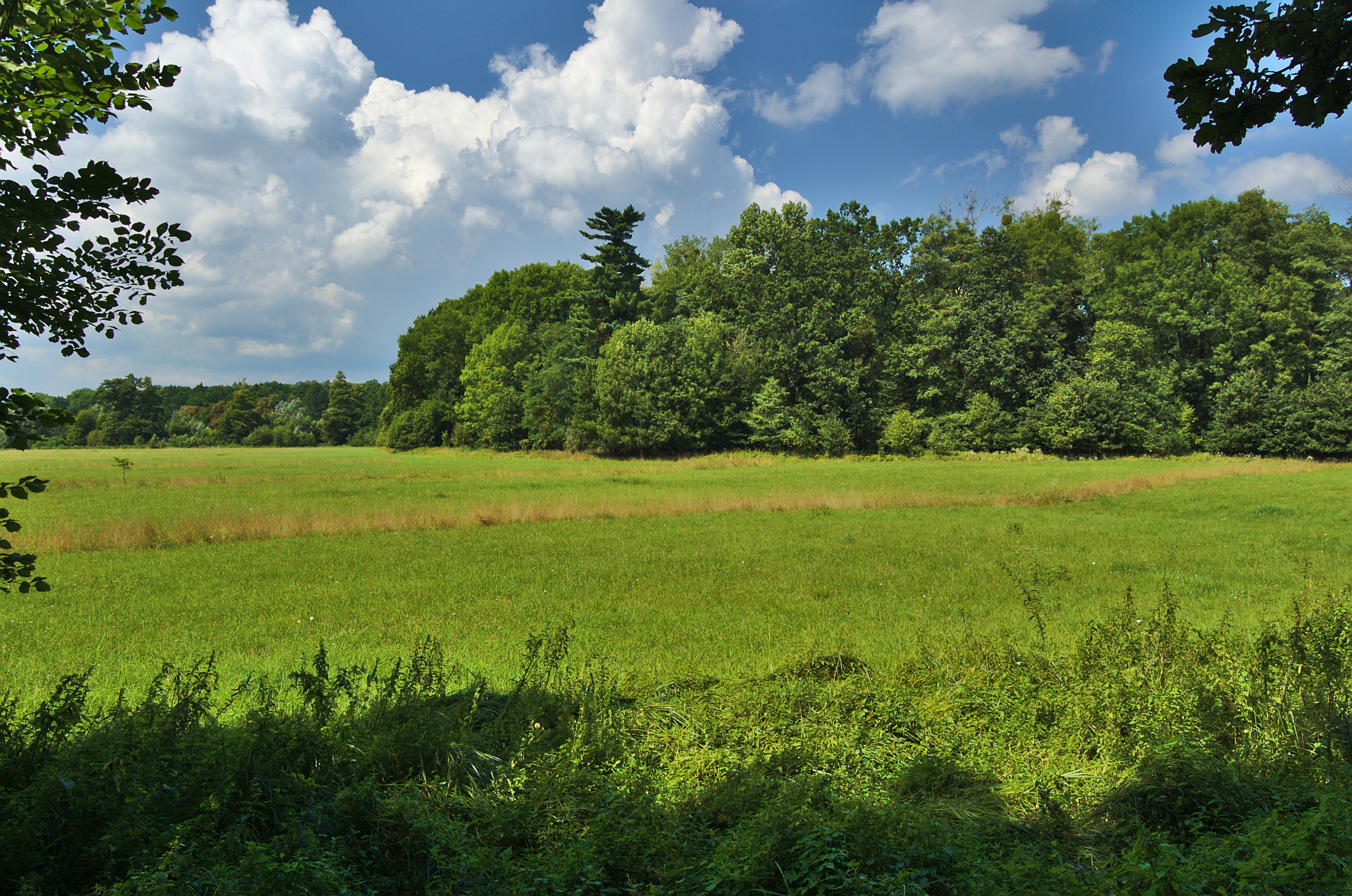
Pod Templem
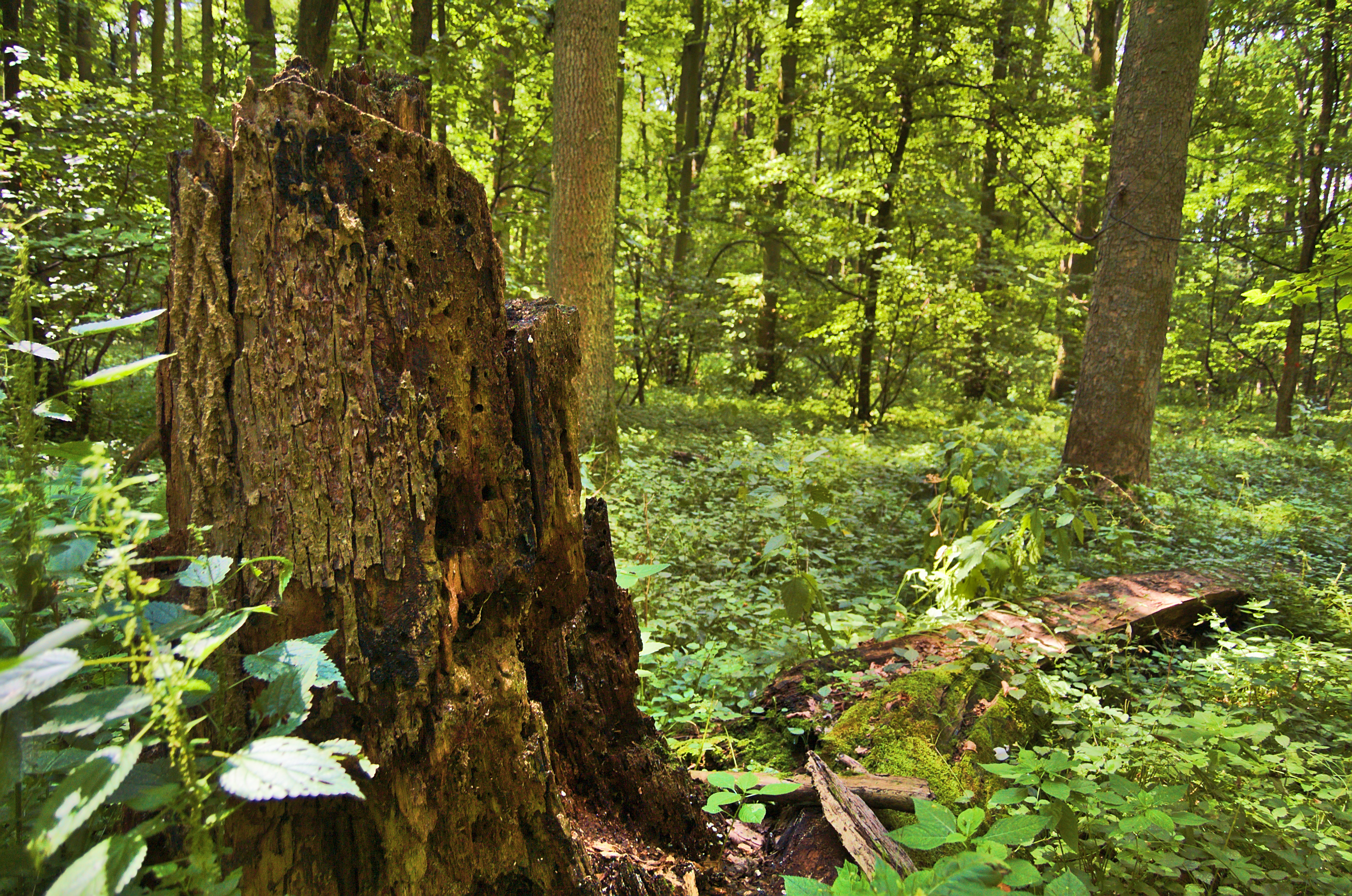
Vrapač